# Statue commémorative de Johan Ludvig Runeberg
La statue commémorative de Johan Ludvig Runeberg  (en finnois : Johan Ludvig Runebergin muistomerkki) est une statue érigée sur l'Esplanadi dans le quartier de Kaartinkaupunki à Helsinki en Finlande.

## Description
Le monument a été érigé en mémoire du poète Johan Ludvig Runeberg dans le parc Esplanadi d'Helsinki.
Le monument a été sculpté par son fils, le sculpteur Walter Runeberg.
Le monument comprend une statue de Johan Ludvig Runeberg et un piédestal allégorique représentant la jeune fille finlandaise.
Le monument a été érigé en 1885. Une copie plus petite, sans le piédestal, a été érigée la même année à Porvoo.
Le monument est situé dans le sentier du milieu de la partie centrale du parc Esplanadi, dite Esplanade Runeberg, entre  Kluuvikatu et Kasarmikatu.
Debout sur un socle en granite rouge, une figure de bronze de Runeberg regarde vers l'est, vers Kauppatori.
Runeberg a été photographié alors qu'il avait environ 55 ans, c'est-à-dire à peu près au moment de la publication de la deuxième partie de son œuvre principale, Les Récits de l'enseigne Stål.
Il est vêtu d'une veste de prêtre qu'il portait lorsqu'il était professeur au Lycée de Porvoo.
Il se tient droit, la main droite contre sa poitrine et le pouce sous le revers de son manteau,.
Sur l'avant du piédestal se trouve une autre figure, une femme vêtue d'un manteau d'ours, connue sous le nom de Suomi ja Vårt land (en finnois : Maamme).
Le personnage tient une couronne de laurier dans sa main droite et s'appuie de sa main gauche sur une grande planche à dessin sur laquelle inscription lapidaire en suédois reprend les paroles de la première et des deux dernières strophes de la chanson Maamme de Johan Ludvig Runeberg.
Le personnage a une pile de livres à ses pieds.
La femme est censée être la muse symbolique de la Finlande ou l'esprit gardien mythologique, et non un symbole de la nation.
Le nom de Johan Ludvig Runeberg n'est pas du tout mentionné sur le monument, mais les mots en finnois « Suomen kansa maamme laulajalle » sont gravés sur le côté du socle faisant face à l'Eteläesplanadi en finnois, et les mots « Af Finlands folk » sont gravés sur le côté faisant face à Pohjoisesplanadi en suédois.
Au revers figure l'année 1885.
La hauteur totale de la statue avec son piédestal est de huit mètres.

## Histoire
Une statue à J.L. Runeberg, déclaré poète national finlandais, a été proposée dès 1872, de son vivant.
La Diète de Finlande annonça une collecte de fonds pour le monument le 31 mai 1877, quelques semaines seulement après la mort de Runeberg, et nomma au début de 1878 une délégation pour prendre en charge le projet.
Le président de la délégation était le sénateur Lars Theodor von Hellens, le secrétaire était l'écrivain Zacharias Topelius et le trésorier était le conseiller commercial Henrik Borgström.
Les autres membres étaient Johan Vilhelm Snellman, Lorenz Lindelöf, Otto Donner, Robert Lagerborg et Frans Wilhelm Gustaf Hjelt.
Le monument a été commandé sans concours au fils du poète, Walter Runeberg, qui vivait à Paris. Le projet qu'il a préparé a été achevé en 1881 et accepté lors de son exposition en Finlande en 1882,.
La pose de la statue a été inspirée par l'ancienne sculpture de Sophocle dans les collections du Palais du Latran à Rome.
Le modèle de la main était le peintre Hjalmar Munsterhjelm.
La statue a été coulée en bronze à Paris. La figure féminine a été achevée en 1883.

## Galerie

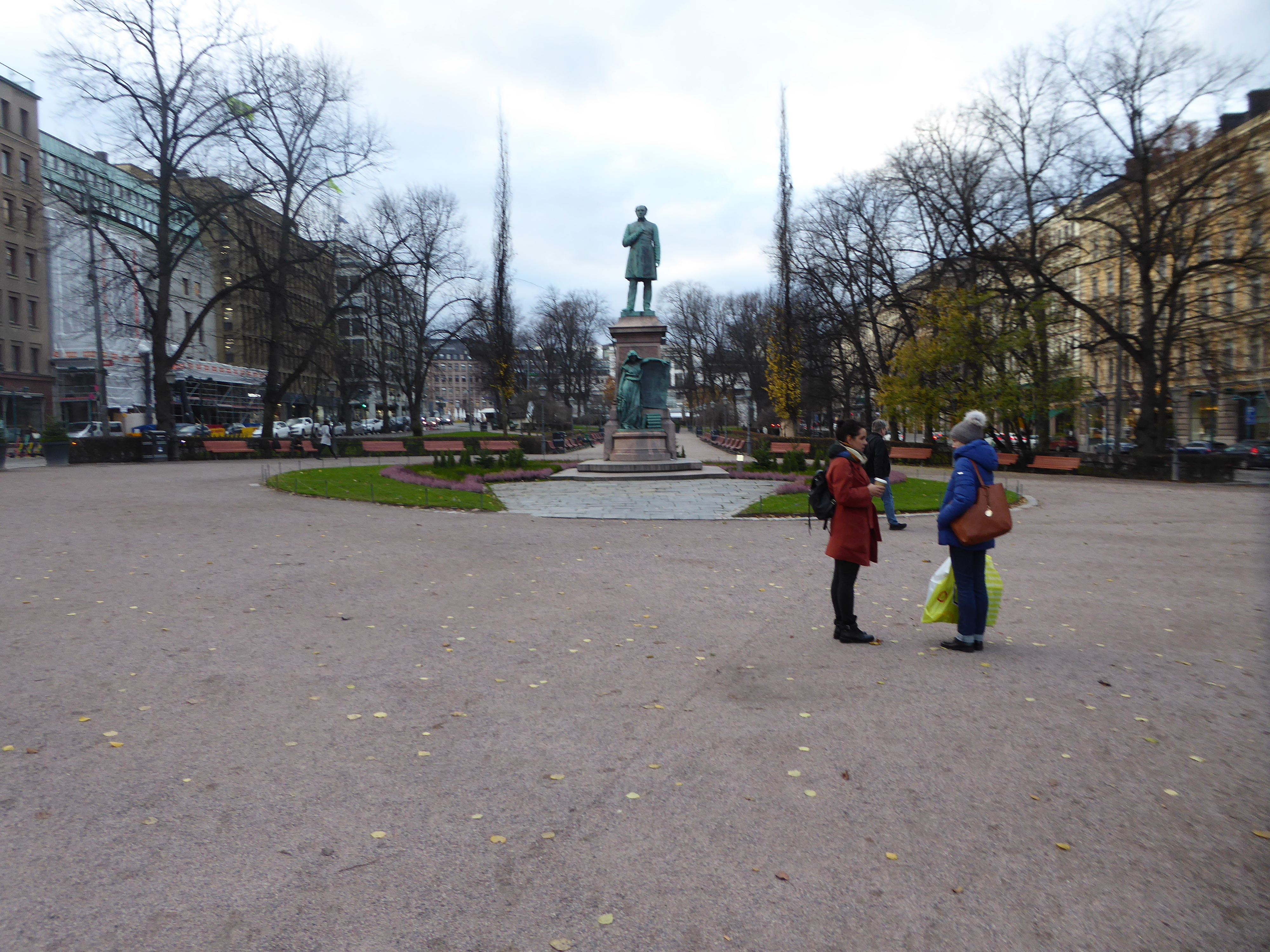
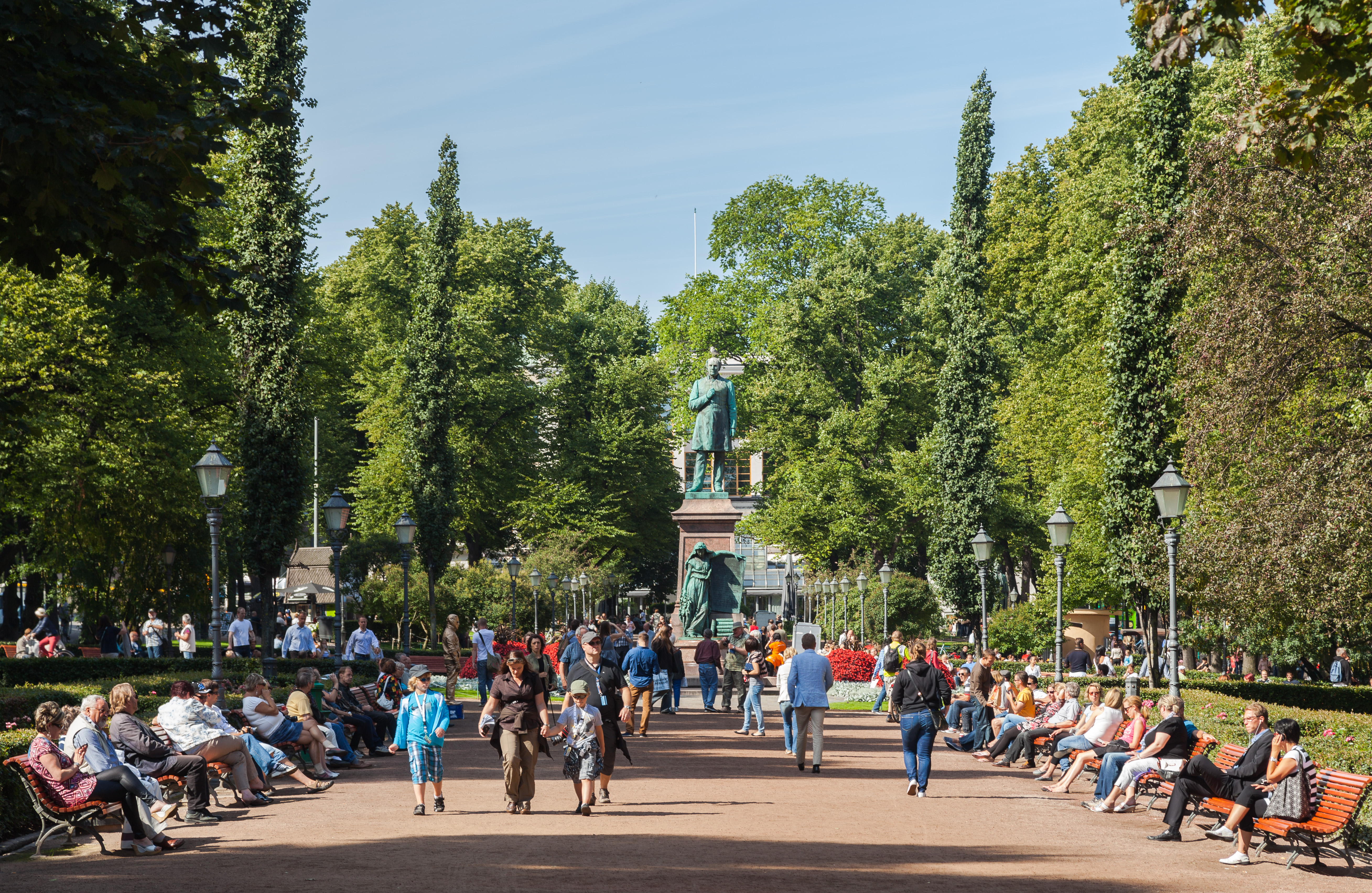
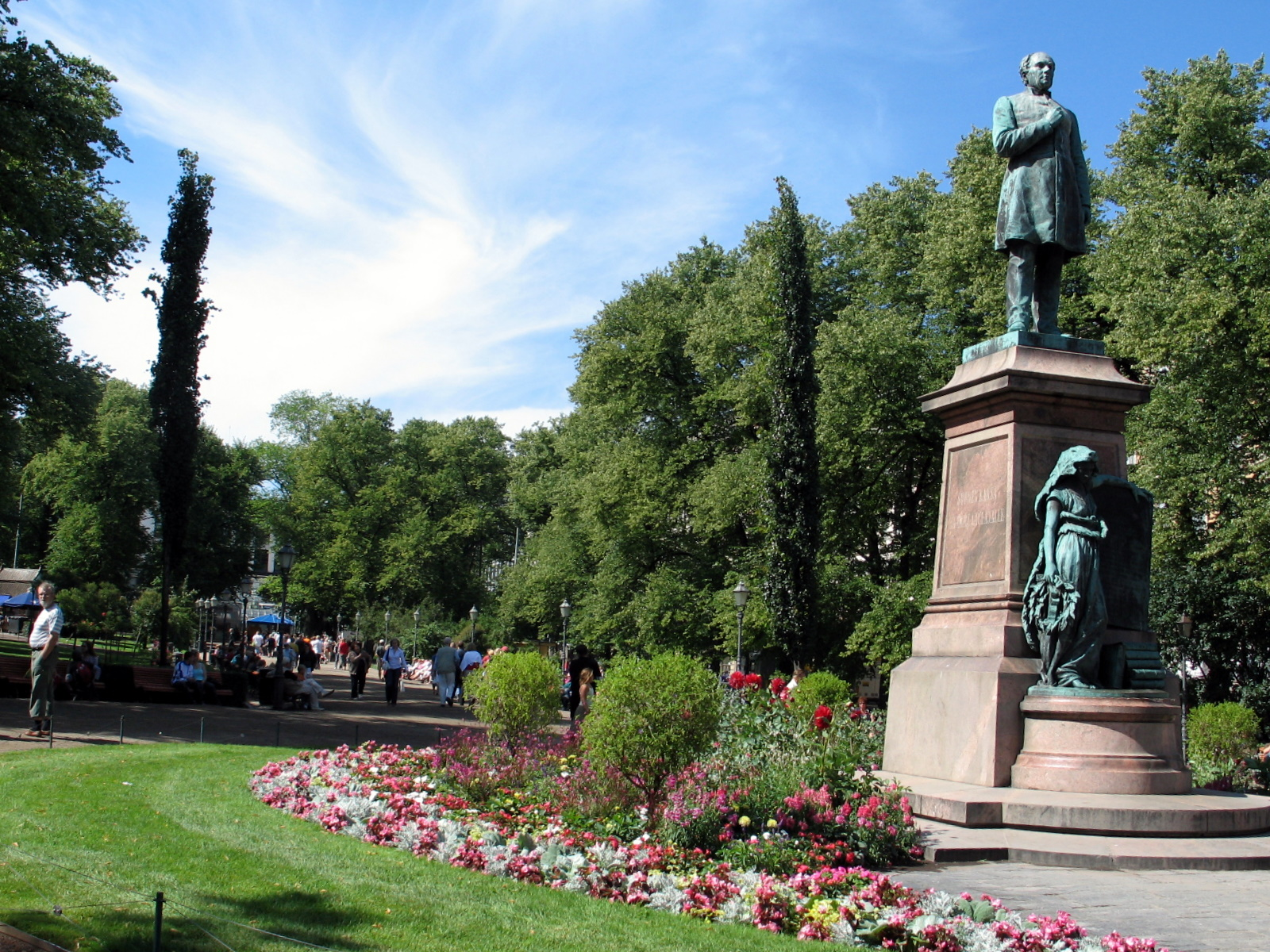
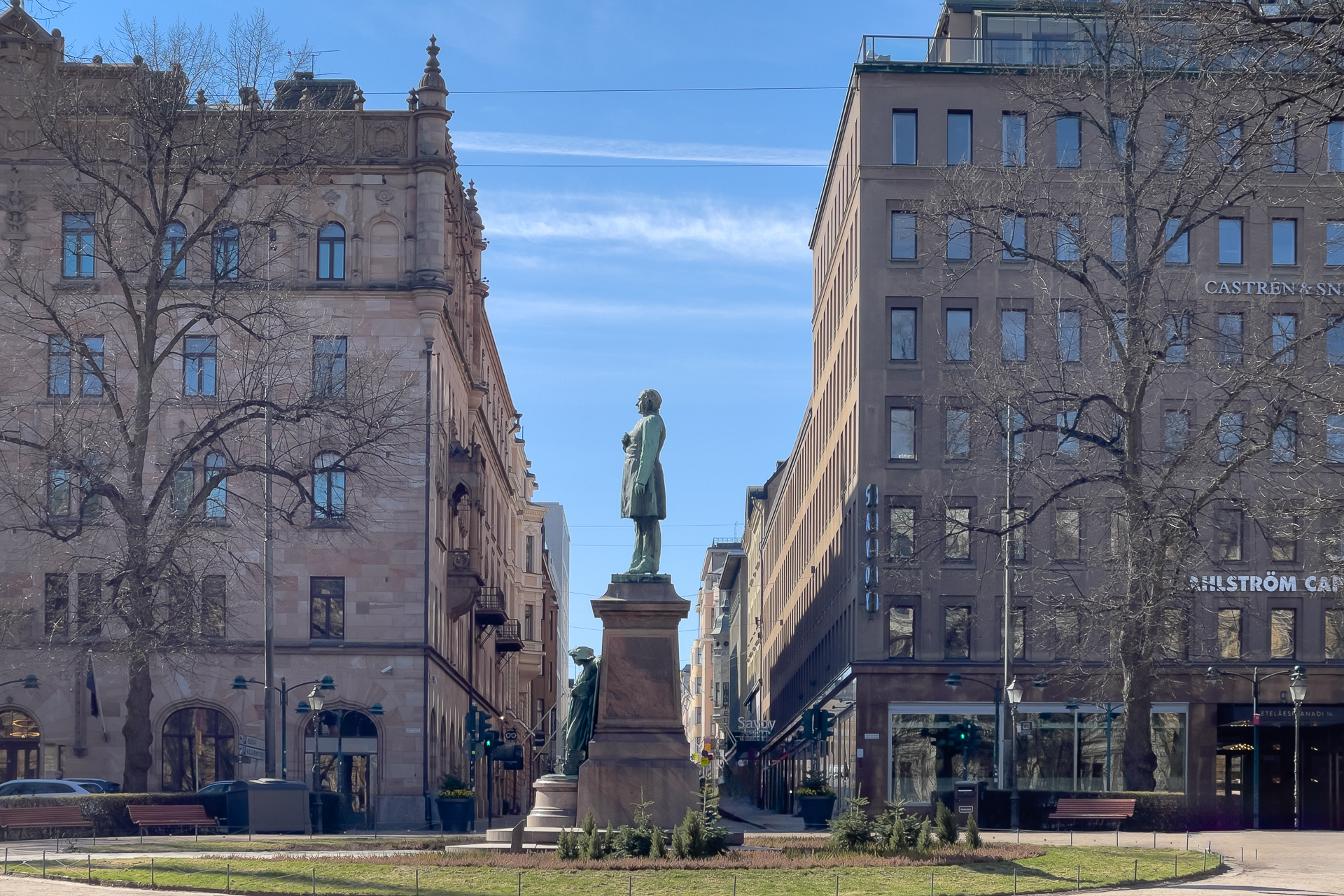